# Alla gå kring och förälska sig
Alla gå kring och förälska sig (danska: Alle går rundt og forelsker sig) är en dansk operettfilm från 1941 i regi av Emanuel Gregers. I huvudrollerna ses Lilian Ellis, Erling Schroeder, Peter Malberg och Hans Kurt.

## Rollista i urval
- Lilian Ellis - Mette Madsen, balettflicka
- Erling Schroeder - Erik Sommer, kompositör
- Peter Malberg - Kontorschef Ludvig Bøgholm
- Hans Kurt - Frits Olsen
- Sigrid Horne-Rasmussen - Oda Holm, balettflicka
- Erika Voigt - Mettes mor, Cordelia, damfrisör
- Sigurd Langberg - fabrikör Sommer, Eriks far
- Valdemar Møller - F. Olsen, Frits far
- Svend Bille - teaterdirektör Holgersen
- Petrine Sonne - Johanne Mikkelsen, påkläderska
- Paul Holck Hofmann	- regissör
- Marie Niedermann - hushållerskan Gormsen
- Minna Jørgensen - fröken Storm, dansinstruktör
- Clara Schwartz - fru Sommer
- Asta Hansen - Vera, balettflicka
- Lillian Forum-Hansen - balettflicka
- Jeanne Darville - balettflicka
- Tudlik Johansen - balettflicka
- Victor Cornelius - sångare
- Gudrun Ringheim - balettflicka

## Musik i urval i filmen
- "Alla går kring och förälskar sig", text av Børge Müller, musik av Kai Normann Andersen, framförd av Erling Schroeder & Lilian Ellis

## DVD
Filmen finns utgiven på DVD.